# Seeger (Familienname)
Seeger ist ein deutscher Familienname.

## Namensträger
- Adolf Seeger (1815–1865), deutscher Politiker
- Alan Seeger (1888–1916), US-amerikanischer Poet
- Alfred Seeger (1927–2015), deutscher Physiker
- Bernhard Seeger (1927–1999), deutscher Schriftsteller
- Britta Seeger (* 1969), deutsche Managerin
- Carl Christian von Seeger (1773–1858), deutscher Wasserbauingenieur
- Charles Seeger (1886–1979), US-amerikanischer Musikwissenschaftler
- Christof Seeger (* 1973), deutscher Medienwissenschaftler und Hochschullehrer
- Christoph Dionysius von Seeger (1740–1808), deutscher Lehrer und Militär
- Edeltrud Meistermann-Seeger (1906–1999), deutsche Psychoanalytikerin und Hochschullehrerin
- Ernst Seeger (1884–1937), deutscher Jurist
- Fabian Seeger (* 1983), deutscher Sportwissenschaftler, Fußballtrainer und Fachbuchautor
- Friedrich Seeger (Staatswissenschaftler) (1781–1813), deutscher Staats- und Wirtschaftswissenschaftler
- Friedrich Karl August Seeger (1798–1868), deutscher Jurist und Politiker
- Friedrich Ludwig Seeger (1769–nach 1816), Jurist, Kanzleidirektor, Geheimer Rat für Löwenstein-Wertheim, Erbach und Hessen-Darmstadt
- Fritz Seeger (1912–?), Schweizer Sprinter
- Gerhard Seeger (1929–2012), deutscher Elektrophysiker
- Georg Friedrich Seeger  (1726–1779), Hof- und Regierungsrat für das Haus Löwenstein-Wertheim, Regierungsvertretung für die Grafschaft Limpurg
- Günter Seeger (* 1949), deutscher Koch
- Hans-Jürgen Quadbeck-Seeger (* 1939), deutscher Chemiker und Manager
- Harald Seeger (1922–2015), deutscher Fußballspieler, -trainer und -funktionär
- Heinz Seeger (1907–1996), deutscher Gewerkschafter
- Helga Seeger-Luckenbach (* 1935), deutsche Ökonomin, siehe Helga Luckenbach
- Henryk Seeger (* 1981), deutscher Unternehmer und Social Entrepreneur
- Hermann von Seeger (1829–1903), deutscher Jurist und Hochschullehrer
- Hermann Seeger (Maler) (1857–1945), deutscher Maler
- Hermann Seeger (Geodät) (1933–2015), deutscher Geodät
- Horst Seeger  (Horst Schell; 1926–1999), deutscher Musikwissenschaftler und Intendant
- Joachim Seeger (1903–1991), deutscher Kunsthistoriker
- Johann Christoph Friedrich von Seeger (1779–1838), württembergischer Oberamtmann
- Johann Gottlob Christoph von Seeger (1767–1835), deutscher Politiker
- Johannes Seeger (* 1956), deutscher Veterinärmediziner, Histologe und Hochschullehrer
- Karlheinz Seeger (1927–2008), österreichischer Physiker
- Karl Hermann Friedrich von Seeger (1829–1903), deutscher Jurist und Hochschullehrer, siehe Hermann von Seeger
- Karl Ludwig Seeger (1808–1866), deutscher Maler
- Louis Seeger (1794–1865), deutscher Dressurreiter
- Ludwig Seeger (Politiker) (1810–1864), deutscher Politiker, Dichter und Übersetzer
- Ludwig Seeger (Mediziner) (1831–1893), österreichischer Arzt und Mundartdichter
- Ludwig Seeger (General) (1862–1942), bayerischer Generalmajor
- Matthias Seeger (* 1955), deutscher Jurist und Polizeibeamter
- Melanie Seeger (* 1977), deutsche Geherin
- Mia Seeger (1903–1991), deutsche Designtheoretikerin und Autorin
- Mike Seeger (1933–2009), US-amerikanischer Folkmusiker und Folklorist
- Norbert Seeger (* 1953), liechtensteinischer Rechtsanwalt
- Otto Seeger (1900–1976), deutscher Politiker (KPD, SED), Gewerkschafter und Widerstandskämpfer
- Patrick Seeger (* 1986), österreichischer Fußballspieler
- Paul Seeger (Glockengießer) (1648–1721), deutscher Glockengießer aus Gotha
- Paul Seeger (1902–1980), deutscher Politiker (CDU), MdL
- Paulus Seeger (1691–1743), deutscher Ordensgeistlicher, Abt von Gengenbach
- Peggy Seeger (* 1935), US-amerikanische Sängerin und Liedermacherin
- Per-René Seeger (* 1955), deutscher Politiker (DBD, SPD)
- Pete Seeger (1919–2014), US-amerikanischer Sänger
- Peter Seeger (1919–2008), deutscher Komponist, Musikpädagoge und Dirigent
- Philipp Gottlieb Seeger (1751–1774), deutscher Philosoph, Theologe und Schriftsteller
- Ralf Seeger (* 1962), deutscher Kampfsportler, Schauspieler und Tierschützer
- Robert Seeger (* 1941), österreichischer Journalist
- Ronald Seeger (* 1956), deutscher Politiker (CDU), Bürgermeister von Rathenow
- Rudolf Seeger (Botaniker) (1888–1917), österreichischer Botaniker
- Rudolf Seeger (1901–1980), deutscher Hammerwerfer
- Ruth Crawford Seeger (1901–1953), US-amerikanische Komponistin
- Sarah Seeger (* 1981), deutsche Sportkletterin, siehe Sarah Kampf
- Severino Seeger (* 1986), deutscher Popsänger
- Stefan Seeger (* 1962), deutscher Chemiker
- Theodor Seeger (Botaniker) (1858–1947), österreichischer Botaniker
- Theodor Seeger (Ingenieur) (1881–1953), Schweizer Ingenieur
- Toshi Seeger (1922–2013), US-amerikanische Musikproduzentin
- Werner Seeger (* 1953), deutscher Mediziner
- Wilhelm Seeger (1890–1978), deutscher Generalmajor
- Wolfgang Seeger (Mediziner) (1929–2018), deutscher Neurochirurg
- Wolfgang Seeger (Fußballspieler) (* 1936), deutscher Fußballspieler
- Wolfgang Seeger (Leichtathlet) (* 1947), deutscher Leichtathlet
- Wolfgang Seeger (Jurist) (* 1959), liechtensteinischer Jurist
- Zvezdana Seeger (* 1964), bosnische Managerin, Personalvorständin und Arbeitsdirektorin